# Falkennovelle
Die Falkennovelle ist eine Novelle von Giovanni Boccaccio in dessen Decamerone (V, 9).
Sie handelt von einem jungen Edelmann, dessen Name Federigo di Messer Filippo Alberighi ist, der in Minne zu der verheirateten edlen Dame Monna Giovanna entbrennt und all sein Hab und Gut für die Werbung um sie verliert. Ihm verbleibt nur noch sein Jagdfalke, ein edles und wertvolles Tier. Die Dame bemerkt zwar Federigos Werben, interessiert sich jedoch nicht für ihn. Als Giovannas Mann stirbt, zieht sie auf das Land, auf ein Gut nahe dem Federigos. Dort lernt auch der kleine Sohn der edlen Dame Federigo kennen und ist von den Künsten des Falken beeindruckt. Bald erkrankt der Sohn jedoch schwer. Der Sohn begehrt den Falken, weshalb Monna Giovanna Federigo einen Besuch abstattet, um das Tier zu holen. Um seiner Angebeteten einen standesgemäßen Empfang bereiten zu können, lässt dieser kurzerhand seinen Falken schlachten und der Dame vorsetzen. Als das Gespräch auf den eigentlichen Grund für ihren Besuch kommt, sind beide zunächst untröstlich. Giovanna verabschiedet sich von Federigo und kehrt zu ihrem kranken Kind zurück, das wenige Tage danach verstirbt. Giovannas Brüder drängen ihre Schwester später, sich zu vermählen, wie es einer Frau ihres Standes ziemt. Diese will von einer Heirat zunächst nichts wissen, erinnert sich aber der Tat Federigos und erhört ihn aufgrund seiner Ehrenhaftigkeit.

## Einordnung als Novelle
Die literarische Gattung „Novelle“ geht auf Giovanni Boccaccio und sein Werk Il Decamerone, in dem die Falkennovelle veröffentlicht ist, zurück. Somit lassen sich viele Novellenmerkmale an der Falkennovelle nachweisen. Zu Beginn fällt auf, dass sie sehr kurz, nur wenige Seiten lang, ist. Außerdem ist es typisch für eine Novelle, dass nur sehr wenige Personen vorkommen – in der Falkennovelle sind die eigentlichen Figuren Federigo, Monna Giovanna, ihr Sohn, ihr Mann und ihre Brüder, eventuell noch der Falke. In einer Novelle sind im Gegensatz zu Märchen oder Romanen eher realistischere und glaubwürdiger Ereignisse enthalten. Es dürfen allerdings keine Alltagsereignisse beschrieben werden, sondern es muss etwas Außergewöhnliches passieren – beides ist in der Falkennovelle erfüllt. Eine Novelle thematisiert ein skandalöses Ereignis; in der Falkennovelle ist das, als der Falke verzehrt wird. Gleichzeitig ist das auch der Wendepunkt, den es in jeder Novelle gibt. In einer Novelle werden wenig Hintergrundinformationen beschrieben, z. B. wissen wir nicht, woran der Sohn von Monna Giovanna stirbt. Auch innere Vorgänge finden darin Platz, in der Falkennovelle sind das z. B. die Gedanken von Monna Giovanna auf ihrem Weg zu Federigo. Es gibt in einer Novelle immer nur einen Handlungsstrang: in der Falkennovelle ist das Federigos Werben um Monna Giovanna. Die Charaktere haben nicht viele verschiedene Eigenschaften in der Falkennovelle, was auch ein typisches Merkmal für eine Novelle ist. Der Erzähler hält sich in Novellen häufig zurück und lässt die Protagonisten erzählen.

## Interpretation
Der Falke verkörpert das Dingsymbol der Novelle, in ihm spiegelt sich der zentrale Konflikt des Geschehens wider.

## Rezeption
Paul Heyse entwickelte anhand dieser Novelle die „Falkentheorie“, nach der jede Novelle analog zum Falken in Boccaccios Novelle eine Besonderheit enthalten müsse.